# David Sawer
David Sawer (1961) is een Brits componist.
Sawer genoot zijn muzikale opleiding aan de Universiteit van York en in Keulen, dat laatste als gevolg van een beurs van DAAD. In Keulen studeerde hij bij Mauricio Kagel. In 1992 kon hij vanwege een andere beurs 9 maanden studeren in de Verenigde Staten.
Gedurende het seizoen 1996/1997 was hij de thuiscomponist van het Bournemouth Symphony Orchestra; vanaf 2002 bekleedde hij voor 3 jaar die functie bij het kamerensemble Sinfonia 21.
Zijn stijl is wat moeilijk te omschrijven, hij componeert voornamelijk in de traditionele klassieke stijl, maar zijn thema’s wisselen elkaar snel af. Daardoor ontstaat het idee van een compositie in puzzel-vorm; veel losse stukjes die tot een geheel worden gesmeed; een stijl die ook Kagel soms hanteert. Daarbij schuwt hij niet om voor een grote orkestbezetting te schrijven, hetgeen zeer eigenaardige composities oplevert; net als je denk nu heb ik het thema door, schakelt hij over op een ander. Zijn liefhebberij naast puzzelen (zie boven) zijn ook surrealistische kunstvormen; ook dat komt vaak tot uiting is zijn composities. De titels zijn traditioneel te noemen, maar er schuilt altijd wel wat achter; soms sinister soms vrolijk.

## Oeuvre
- 1983: Solo piano, voor piano;
- 1984: Etudes, voor 2 tot 6 acteurs/musici;
- 1986: Cat’s eye, voor kamerensemble;
- 1987: Take off, voor kamerensemble;
- 1988: Food for love, voor actrice en piano;
- 1989: Good night, voor altfluit/piccolo, harp, viool, altviool en cello;
- 1989: Rhetoric, voor sopraan, altviool, cello en contrabas;
- 1989: Swansong; een radiocommentaar;
- 1990: Songs of Love and War, voor 24 stemmen, 2 harpen en 2 percussionisten;
- 1990:The Melancholy of Departure, voor piano;
- 1991: The Panic, Kameropera;
- 1992: Byrnan Wood,voor orkest;
- 1993/1995: The Memory of Water, (versie 1) voor 2 violen en 11 solostrijkers;
- 1993/1995: The Memory of Water, (versie 2) voor 2 violen en strijkorkest;
- 1995: Trompetconcert,
- 1996: Tiroirs, voor kamerensemble;
- 1996: Hollywood Extra, Filmmuziek bij de stomme film 'Life & Death of 9413 – A Hollywood Extra (1928)', voor klarinet, fagot, trompet, trombone, piano, percussie, viool en contrabas;
- 1996/1999: Sounds, 3 Kandinsky Poems, voor gemengd koor  a capella;
- 1997: the greatest happiness principle, voor orkest;
- 1998: Between,voor harp;
- 1998: Musica ficta, voor kamerensemble;
- 2001: From Morning to Midnight, Opera in 7 scenes;
- 2001: From the little town of W. to the Big City of B.; tussenspel uit the opera From Morning to Midnight, voor orkest;
- 2001: Riddle, voor viool, cello en piano;
- 2002: Stramm Gedichte, voor gemengd koor a capella;
- 2002: Pianoconcert ;
- 2003: Parthenope, voor altviool;
- 2004: Rebus, voor 15 musici;
- 2005: From Morning to Midnight - Symfonische suite voor orkest;
- Diversion;
- L’escalier.

## Bron
- Uitgaven NMC Recordings;
- Uitgeverij Universal Edition.